# Cleome kelleriana
Cleome kelleriana är en paradisblomsterväxtart som först beskrevs av Schinz, och fick sitt nu gällande namn av Ernest Friedrich Gilg och Bened.. Cleome kelleriana ingår i släktet paradisblomstersläktet, och familjen paradisblomsterväxter. Inga underarter finns listade i Catalogue of Life.